# Муслин (соус)
Соус муслин (от фр. Sauce mousseline) — французский соус, версия классического голландского соуса. Отличается добавлением взбитых сливок, что делает его более нежным. Благодаря воздушной текстуре он и получил своё название, по сходству с тонкой и нежной муслиновой тканью. Из-за сливок соус муслин иногда называют соусом шантильи, по аналогии с кремом шантильи, в основе которого — тоже взбитые сливки. Но их ни в коем случае нельзя путать. Муслин подают с блюдами из продуктов такой же деликатной консистенции (например, из рыбы или яиц).
По сути, рецепт муслина — это рецепт голландского соуса (желтки, вода или рыбный бульон, сливочное масло, сок лимона, соль, перец) плюс сливки или сметана.
В домашней кухне соус а-ля муслин часто готовят, добавляя в готовый майонез сливки и сок лимона.